# Liga de Campeones Femenina de la UEFA 2011-12
La Liga de Campeones de la UEFA femenina 2011-2012 fue la undécima edición del Campeonato Europeo de Mujeres de fútbol de clubes. La final se celebró en el Estadio Olímpico de Múnich, Alemania, el 17 de mayo de 2012.
Al igual que en las últimas dos temporadas de la Liga de Campeones, las mejores ocho naciones clasificadas tienen dos clsificados para el torneo. Sin embargo, la forma de clasificación fue modificada. En los años anteriores, los subcampeones nacionales tuvieron que entrar en la ronda de clasificación. Con esos equipos siempre facilitando a través de sus grupos, con la excepción de Umeå en 2010-11, la UEFA decidió dar a aquellos una entrada directa a la ronda de 32. Como resultado, ocho naciones que bajo las reglas anteriores hubieran tenido acceso directo a la ronda ahora tenía que pasar por la etapa de clasificación.

## Distribución de equipos
Un total de 54 equipos de 46 federaciones de la UEFA se confirmó que estaban entrando en la competición de este año por la UEFA el 15 de junio de 2011. Se trata de un nuevo récord de la Liga de Campeones, como Albania y Letonia están representados por primera vez, y los ganadores de la liga de Luxemburgo entran por primera vez desde 2001-02. Un total de 11 equipos consiguieron su debut europeo. Los países se asignan plazas de acuerdo con sus Coeficientes de Ligas, teniendo en cuenta las actuaciones en las competiciones de clubes de mujeres entre 2005-06 y 2009-10.
Las Asociaciones clasificadas 1-8 inscriben dos clubes, las asociaciones restantes entran con un equipo. A diferencia de la Liga de Campeones Masculina, no todas las asociaciones han entrado con equipos en el pasado, así que el número exacto de los clubes en cada ronda sólo se conocía poco antes del sorteo.
|                                    | Equipos que entran en esta fase                                                          | Equipos que avanzan de la Ronda Anterior                    |
| ---------------------------------- | ---------------------------------------------------------------------------------------- | ----------------------------------------------------------- |
| Fase de clasificación (32 equipos) | 32 ganadores de las Ligas Clasificadas 15-53                                             |                                                             |
| Primera fase (32 equipos)          | 14 ganadores de las Ligas Clasificadas 1-14 8 Subcampeones de las Ligas Clasificadas 1-8 | 8 primeros de Grupo 2 mejores segundos de la fase de grupos |

## Equipos
| Primera fase           | Primera fase        | Primera fase            | Primera fase        |
| ---------------------- | ------------------- | ----------------------- | ------------------- |
| 1. FFC Turbine Potsdam | 1. FFC Frankfurt    | LdB Malmö               | Göteborg            |
| Lyon                   | Paris Saint-Germain | Rossiyanka              | Energiya Voronezh   |
| Arsenal FC             | Bristol Academy     | Brøndby IF              | Fortuna Hjørring    |
| Torres                 | Tavagnacco          | Valur                   | Þór/KA              |
| Stabæk                 | Neulengbach         | Sparta Praha            | Twente              |
| Standard Liège         | CSHVSM              |                         |                     |
| Fase de clasificación  |                     |                         |                     |
| Rayo Vallecano         | YB Frauen           | Bobruichanka            | Unia Racibórz       |
| Lehenda-ShVSM          | PK-35 Vantaa        | MTK                     | SFK 2000 Sarajevo   |
| PAOK                   | 1° Dezembro         | CFR Cluj                | Glasgow City        |
| Spartak Subotica       | NSA Sofia           | ASA Tel Aviv University | Slovan Bratislava   |
| Gintra Universitetas   | Swansea City        | Krka                    | Goliador Chişinău   |
| KÍ Klaksvík            | Peamount United     | Osijek                  | Apollon Limassol    |
| Newtownabbey Strikers  | ZFK Nashe Taksi     | Pärnu JK                | Ataşehir Belediyesi |
| Mosta                  | Ada Velipojë        | Liepājas Metalurgs      | Progrès Niedercorn  |

## Fase de clasificación
El sorteo se celebró el 23 de junio de 2011. 32 equipos entraron en la fase de clasificación, y se dividieron en ocho grupos de cuatro equipos, con un equipo de cada bombo:
| Bombo 1 - Rayo Vallecano - PAOK - Unia Racibórz - Lehenda-ShVSM - NSA Sofia - 1° Dezembro (anfitrión) - Glasgow City - SFK 2000 Sarajevo (anfitrión) | Bombo 2 - Krka (anfitrión) - MTK - Gintra Universitetas - Apollon Limassol (anfitrión) - Bobruichanka - KÍ Klaksvík - PK-35 Vantaa (anfitrión) - YB Frauen |

|
| Bombo 3 - Spartak Subotica (anfitrión) - ASA Tel Aviv University - Swansea City - Slovan Bratislava - Olimpia Cluj - Osijek (anfitrión) - Peamount United - Goliador Chişinău | Bombo 4 - Newtownabbey Strikers - Ataşehir Belediyesi - Pärnu JK - ZFK Naše Taksi (anfitrión) - Ada Velipojë - Liepājas Metalurgs - Mosta - Progrès Niedercorn |